# 1967 Menzel
1967 Menzel è un asteroide della fascia principale. Scoperto nel 1905, presenta un'orbita caratterizzata da un semiasse maggiore pari a 2,2329329 UA e da un'eccentricità di 0,1393289, inclinata di 3,90393° rispetto all'eclittica.